# 蒼羽りく
蒼羽 りく（そらはね りく、10月13日 - ）は、日本の女優。元宝塚歌劇団宙組の男役スター。
東京都府中市、都立神代高等学校出身。身長173cm。愛称は「りく」。

## 来歴
2005年、宝塚音楽学校入学。
2007年、宝塚歌劇団に93期生として入団。入団時の成績は3番。星組公演「さくら／シークレット・ハンター」で初舞台。その後、宙組に配属。
2010年の「TRAFALGAR」で新人公演初主演。入団4年目での抜擢となった。
2012年、凰稀かなめ・実咲凜音トップコンビ大劇場お披露目となる「銀河英雄伝説@TAKARAZUKA」で、2度目の新人公演主演。
2013年の「風と共に去りぬ」で3度目の新人公演主演。レット・バトラーを演じ、新人公演を卒業。
2019年7月21日、「オーシャンズ11」東京公演千秋楽をもって、宝塚歌劇団を退団。
退団後は舞台を中心に活動を続けている。
2021年に自身のインスタグラムで結婚したことを報告。

## 宝塚歌劇団時代の主な舞台

### 初舞台
- 2007年3 - 4月、星組『さくら』『シークレット・ハンター』（宝塚大劇場のみ）[3]

### 宙組時代
- 2007年6 - 9月、『バレンシアの熱い花』『宙 FANTASISTA!』
- 2008年2 - 5月、『黎明（れいめい）の風』 - 新人公演：宮川喜一郎（本役：早霧せいな）『Passion 愛の旅』
- 2008年7月、『雨に唄えば』（梅田芸術劇場）
- 2008年9 - 12月、『Paradise Prince（パラダイス プリンス）』 - 新人公演：ケヴィン（本役：七帆ひかる）『ダンシング・フォー・ユー』
- 2009年2 - 3月、『逆転裁判 -蘇る真実-』（バウホール・日本青年館） - ルイス
- 2009年4 - 7月、『薔薇に降る雨』 - 新人公演：フランシス（本役：北翔海莉）『Amour それは…』
- 2009年8月、『大江山花伝』 - 春風『Apasionado!!II』（博多座）
- 2009年11 - 2010年2月、『カサブランカ』 - カレル、新人公演：バーガー（本役：鳳翔大）
- 2010年3 - 4月、『シャングリラ-水之城-』（ドラマシティ・日本青年館） - 蒼
- 2010年5 - 8月、『TRAFALGAR（トラファルガー）』 - オーギュスト・バルモン、新人公演：ホレイショ・ネルソン（本役：大空祐飛）『ファンキー・サンシャイン』 新人公演初主演[3][5][1]
- 2010年9月、蘭寿とむコンサート『“R”ising!!』（バウホール・昭和女子大学人見記念講堂）
- 2010年11 - 2011年1月、『誰がために鐘は鳴る』 - 新人公演：アンドレス（本役：北翔海莉）
- 2011年3月、『ヴァレンチノ』（ドラマシティ）
- 2011年5 - 8月、『美しき生涯』 - 新人公演：疾風（本役：凰稀かなめ）『ルナロッサ』
- 2011年8月、『ヴァレンチノ』（日本青年館）
- 2011年10 - 12月、『クラシコ・イタリアーノ』 - マシュー・オズモンド、新人公演：マリオ・ブラージ（本役：北翔海莉）『NICE GUY!!』
- 2012年1 - 2月、『ロバート・キャパ 魂の記録』（バウホール・日本青年館） - ヴァンサン・モンフォール
- 2012年4 - 7月、『華やかなりし日々』 - ロス・エリクソン、新人公演：キング・グラント（本役：鳳翔大）『クライマックス』
- 2012年8 - 11月、『銀河英雄伝説@TAKARAZUKA』 - ケンプ、新人公演：ラインハルト・フォン・ローエングラム（本役：凰稀かなめ） 新人公演主演[3][5][1]
- 2013年1月、『銀河英雄伝説@TAKARAZUKA』（博多座） - ウォルフガング・ミッターマイヤー
- 2013年3 - 6月、『モンテ・クリスト伯』 - ケント、新人公演：フェルナン（本役：朝夏まなと）『Amour de 99!!-99年の愛-』
- 2013年7 - 8月、『the WILD Meets the WILD』（バウホール） - ギルバート・コーエン
- 2013年9 - 12月、『風と共に去りぬ』 - 青年、新人公演：レット・バトラー（本役：凰稀かなめ） 新人公演主演[3][5][1]
- 2014年2月、『ロバート・キャパ 魂の記録』 - フェデリコ・ボレル・ガルシア『シトラスの風II』（中日劇場）
- 2014年5 - 7月、『ベルサイユのばら-オスカル編-』 - ヴェール
- 2014年8 - 9月、『ベルサイユのばら-フェルゼンとマリー・アントワネット編-』（全国ツアー） - アンドレ・グランディエ
- 2014年11 - 2015年2月、『白夜の誓い -グスタフIII世、誇り高き王の戦い-』 - バハトマイスター『PHOENIX 宝塚!!-蘇る愛-』
- 2015年4月、『New Wave!-宙-』（バウホール）
- 2015年6 - 8月、『王家に捧ぐ歌』 - サウフェ
- 2015年10月、『相続人の肖像』（バウホール） - ハロルド
- 2016年1 - 3月、『Shakespeare〜空に満つるは、尽きせぬ言の葉〜』 - ウィル・ケンプ／ウィル・ケンプ（ベンヴォーリオ）『HOT EYES!!』
- 2016年5月、『王家に捧ぐ歌』（博多座） - カマンテ
- 2016年7 - 10月、『エリザベート-愛と死の輪舞（ロンド）-』 - エルマー・バチャニー[注釈 1]／ルドルフ[注釈 1]／シュテファン・カロリィ[注釈 1][3]
- 2016年11 - 12月、『バレンシアの熱い花』 - ルーカス大佐『HOT EYES!!』（全国ツアー）
- 2017年2 - 4月、『王妃の館-Château de la Reine-』 - クレヨン（黒岩源太郎）『VIVA! FESTA!』[3]
- 2017年6月、『A Motion（エース モーション）』（梅田芸術劇場・文京シビックホール）
- 2017年8 - 11月、『神々の土地』 - ウラジーミル・ボルジン『クラシカル ビジュー』
- 2018年1月、『WEST SIDE STORY』（東京国際フォーラム） - チノ
- 2018年3 - 6月、『天（そら）は赤い河のほとり』 - ルサファ『シトラスの風-Sunrise-』
- 2018年7 - 8月、『WEST SIDE STORY』（梅田芸術劇場） - チノ
- 2018年10 - 12月、『白鷺（しらさぎ）の城（しろ）』 - 殿上人『異人たちのルネサンス』 - ボッティチェリ
- 2019年2月、『黒い瞳』 - マクシームィチ『VIVA! FESTA! in HAKATA』（博多座）
- 2019年4 - 7月、『オーシャンズ11』 - バシャー・ター 退団公演[3]

### 出演イベント
- 2009年9月、轟悠ディナーショー『Yū,il mondo!』[7]
- 2010年12月、タカラヅカスペシャル2010『FOREVER TAKARAZUKA』
- 2012年12月、タカラヅカスペシャル2012『ザ・スターズ!〜プレ・プレ・センテニアル〜』
- 2014年12月、タカラヅカスペシャル2014『Thank you for 100 years』
- 2015年5月、『王家に捧ぐ歌』前夜祭
- 2015年12月、タカラヅカスペシャル2015『New Century，Next Dream』
- 2016年12月、タカラヅカスペシャル2016『Music Succession to Next』
- 2017年12月、タカラヅカスペシャル2017『ジュテーム・レビュー-モン・パリ誕生90周年-』
- 2018年2月、『宙組誕生20周年記念イベント』

## 宝塚歌劇団退団後の主な活動

### 舞台
- 2021年4月、『エリザベート TAKARAZUKA25周年スペシャル・ガラ・コンサート』（梅田芸術劇場・東急シアターオーブ） - ルドルフ[8]
- 2021年9月、『美少女戦士セーラームーン かぐや姫の恋人』（天王洲 銀河劇場） - タキシード仮面／地場衛[9]

## TV出演
- 2014年1月、フジテレビ『SMAP×SMAP』 - スマ進ハイスクール
- 2017年12月、フジテレビ『2017 FNS歌謡祭 第1夜』